# Вильяльта, Мигель
Мигель Анхель Вильялта Уртадо (род. 16 июня 1981, Surco District, Лима) — перуанский футболист, защитник.

## Карьера
Поиграв в нескольких региональных команд Мигель Вильялта стал выступать в 1997 году за юношескую команду «Сьенсиано» на позиции полузащитника. В 1999 году Вильялта дебютировал в основном составе клуба «Сьенсиано» в матче против команды «Унион Минас», в котором главный тренер Франко Наварро определил его на позиции защитника.
В 2007 году он был в числе 6 игроков, получивших ожоги на ступнях в результате игры на искусственной траве при палящем солнце.
Вильялта более 30 раз выходил на поле в игре за национальную сборную Перу.